# Santa Cristina de Valmadrigal (kommunhuvudort)
Santa Cristina de Valmadrigal är en kommunhuvudort i Spanien.   Den ligger i provinsen Provincia de León och regionen Kastilien och Leon, i den norra delen av landet, 250 km nordväst om huvudstaden Madrid. Santa Cristina de Valmadrigal ligger 814 meter över havet och antalet invånare är 328.
Terrängen runt Santa Cristina de Valmadrigal är huvudsakligen platt. Santa Cristina de Valmadrigal ligger nere i en dal. Runt Santa Cristina de Valmadrigal är det mycket glesbefolkat, med 5 invånare per kvadratkilometer. Närmaste större samhälle är Mansilla de las Mulas, 18,3 km nordväst om Santa Cristina de Valmadrigal. Trakten runt Santa Cristina de Valmadrigal består till största delen av jordbruksmark.